# 福岡市交通局
福岡市交通局（ふくおかしこうつうきょく、英: Fukuoka City Transportation Bureau）は、福岡県福岡市内で公営交通事業を行う福岡市の地方公営企業の一つである。地下鉄事業のみを行い、3路線31.4 kmの地下鉄路線を営業している。

## 概要
福岡市の地下鉄事業の正式名称は福岡市高速鉄道といい、JRの座席予約システム「マルス」でもこの正式名称で登録されている。開業後、旅客案内上は「福岡市営地下鉄」と呼称した時期もあったが、現在では「福岡市地下鉄」の呼称が使用されている。また、鉄道愛好家の間では「フクチカ」で呼ばれることもある。
地下鉄開業前の福岡市においては、市内のバス事業や市内中心部を走る路面電車事業は市営ではなく、純民間企業である西日本鉄道（西鉄）が運営していた。そのため、交通局は地下鉄建設に伴い、初めて（開業前は福岡市高速鉄道建設局として）発足した組織である。その経緯から日本の公営交通事業者で唯一、発足当初から一貫して地下鉄のみを運営し、「交通局」と名が付く日本の公営交通事業者で唯一過去も含めて市営バス事業を保有したことがない。交通局は当初、路面電車（西鉄福岡市内線）の廃止で余剰になった西鉄の従業員を採用していたが、その全員が定年退職を迎え、現在の正規職員は一部の技術系職員を除き、ほぼ全員が福岡市で直接採用された職員である。
地下鉄開業後、西鉄バスは、地下鉄が所要時間で圧倒的優位を持つ福岡市中心部と福岡空港を結ぶ空港連絡バス路線を廃止したのをはじめ、並行路線の整理・廃止・減便などを行う一方、地下鉄沿線の郊外部と市中心部を福岡都市高速道路を経由して結び、所要時間で地下鉄に真正面から対抗するバス路線も新設しており、互いに激しい競争を繰り広げている。
福岡市では、地下鉄開業前から市営の交通事業として福岡市営渡船を運航しているが、この事業は港湾空港局（総務部客船事務所）の管轄であり、交通局と直接の関係はない。

## 経営状況
福岡市の地下鉄は年間148,202千人（1日当たり406,035人）（2014年度：365日）が利用している。
2004年度は約14億9600万円の黒字を確保した。黒字を確保したのは2003年度から2期連続のことであるが、七隈線が開業した2005年度以降再び赤字となっている。その後、2011年度の決算においては約7億9700万円の黒字、2012年度は約6億4900万円の黒字、2013年度は約15億4700万円の黒字、2014年度は公営企業会計制度の見直しなどによる特別損失約82億6300万円が生じたため約63億200万円の赤字決算である。なお、福岡市から運営費補助金を受けており、その額は、2012年度から2014年度において、それぞれ、約26億9400万円、約21億2300万円、約18億2000万円である。

### 地下鉄輸送人員の推移
（単位:千人）
- 2003年度 - 104,573
- 2004年度 - 104,932
- 2005年度 - 114,211 七隈線（2月3日）開業
- 2006年度 - 120,811
- 2007年度 - 123,906
- 2008年度 - 125,826
- 2009年度 - 123,865
- 2010年度 - 127,136
- 2011年度 - 133,434
- 2012年度 - 137,246[5]
- 2013年度 - 143,152[6]
- 2014年度 - 148,202[3]
- 2015年度 - 156,081[7]
- 2016年度 - 160,390[7]
- 2017年度 - 165,786[8]
- 2018年度 - 171,551
- 2019年度 - 173,294
- 2020年度 - 110,919
- 2021年度 - 122,497[9]
- 2022年度 - 145,692

## 歴史
- 1973年（昭和48年）12月22日：福岡市議会において、市が高速交通事業を行なうことを議決。
- 1974年（昭和49年）8月22日：姪浜 - 博多間（1号線）、中洲川端 - 貝塚間（2号線）地方鉄道免許。
- 1975年（昭和50年）11月12日：起工。
- 1981年（昭和56年）7月26日：1号線 室見 - 天神間開業[2]。1000系電車が営業運転を開始。
- 1982年（昭和57年）4月20日：1号線 天神 - 中洲川端間延伸開業、2号線 中洲川端 - 呉服町間開業[10]。
- 1983年（昭和58年）3月22日：1号線 姪浜 - 室見間・中洲川端 - 博多（仮）間延伸開業[11]。国鉄筑肥線との相互直通運転開始。1号線で国鉄103系1500番台電車が営業運転を開始。
- 1984年（昭和59年）
  - 1月20日：ワンマン運転開始[11]。
  - 4月27日：2号線 呉服町 - 馬出九大病院前間延伸開業[11]。
- 1985年（昭和60年）3月3日：博多（仮） - 博多間延伸開業。
- 1986年（昭和61年）
  - 1月31日：2号線 馬出九大病院前 - 箱崎九大前間延伸開業。
  - 10月13日：1号線 博多 - 福岡空港間免許。
  - 11月12日：2号線 箱崎九大前 - 貝塚間延伸開業（全通）。
- 1988年（昭和63年）11月8日：車内での英語放送開始。
- 1992年（平成4年）12月16日：1号線・2号線で2000系電車が営業運転を開始。
- 1993年（平成5年）3月3日：1号線 博多 - 福岡空港間延伸開業[12]（全通）。1号線に空港線、2号線に箱崎線の愛称付与。
- 1995年（平成7年）
  - 5月8日：ストアードフェアシステム「えふカード」導入[13]。
  - 6月7日：3号線 橋本 - 天神南間第一種鉄道事業免許。
- 1996年（平成8年）7月26日：地下鉄マスコットとして「ちかまる」が誕生。
- 1997年（平成9年）
  - 1月22日：3号線起工。
  - 8月1日：1日乗車券導入。
- 1999年（平成11年）4月1日：西日本鉄道との共通乗車カード「よかネットカード」導入。
- 2000年（平成12年）
  - 1月22日：空港線でJR九州303系電車が営業運転を開始。
  - 3月27日：全駅へのエレベーター導入完了。
  - 7月24日：弱冷房車導入。
- 2001年（平成13年）
  - 4月1日：九州旅客鉄道（JR九州）との共通乗車カード「ワイワイカード」導入。
  - 6月28日：サブフェアシステム（入出場確認システム）導入。
  - 10月1日：回数券販売休止。
  - 12月1日：地下鉄・福岡市営自転車駐車場共通定期券「乗っチャリパス」導入。
- 2002年（平成14年）
  - 4月1日：西鉄天神大牟田線との連絡定期券導入。
  - 7月15日：「マイショットカード」導入。
- 2003年（平成15年）6月20日：3号線の愛称が七隈線と決定[14]。
- 2005年（平成17年）2月3日：七隈線 橋本 - 天神南間開業。同線で3000系電車が営業運転を開始。
- 2009年（平成21年）3月7日：IC乗車券「はやかけん」導入。
- 2010年（平成22年）
  - 3月13日：「はやかけん」がJR九州のSUGOCA・西日本鉄道のnimoca・東日本旅客鉄道（JR東日本）のSuicaと相互利用開始。
  - 3月31日：「よかネットカード」の発売を終了。なお、未利用カードや残額があるカードについては、4月1日以降も福岡市地下鉄・西鉄天神大牟田線（太宰府線・甘木線含む）では引き続き利用可能（西鉄バスでは2010年3月31日をもって利用終了）。
- 2011年（平成23年）
  - 3月2日：地下鉄全駅に駅ナンバリング導入。
  - 3月31日：「ワイワイカード」の発売を終了。
  - 10月31日：「ワイワイカード」「よかネットカード」の利用終了。
- 2012年（平成24年）12月31日：「えふカード」の発売を終了。
- 2013年（平成25年）
  - 3月23日：「はやかけん」が交通系ICカード全国相互利用サービス開始により、Kitaca、PASMO、manaca、TOICA、ICOCA、PiTaPaとも相互利用開始。
  - 10月31日：「えふカード」の利用終了。
- 2014年（平成26年）3月25日：女性運転士2人に運転士の辞令が交付され、当局初の女性運転士が誕生。4月14日から乗務開始[15]。
- 2015年（平成27年）2月5日：空港線でJR九州305系電車が営業運転を開始。
- 2023年（令和5年）3月27日：七隈線 天神南 - 博多間開業[16]。
- 2024年（令和6年）
  - 4月1日：クレジットカードなどによるタッチ決済乗車サービスにおいて、障がい者割引・小児料金の適用を開始[17]。
  - 11月29日：空港線・箱崎線で4000系電車が営業運転を開始[18]。

## 路線

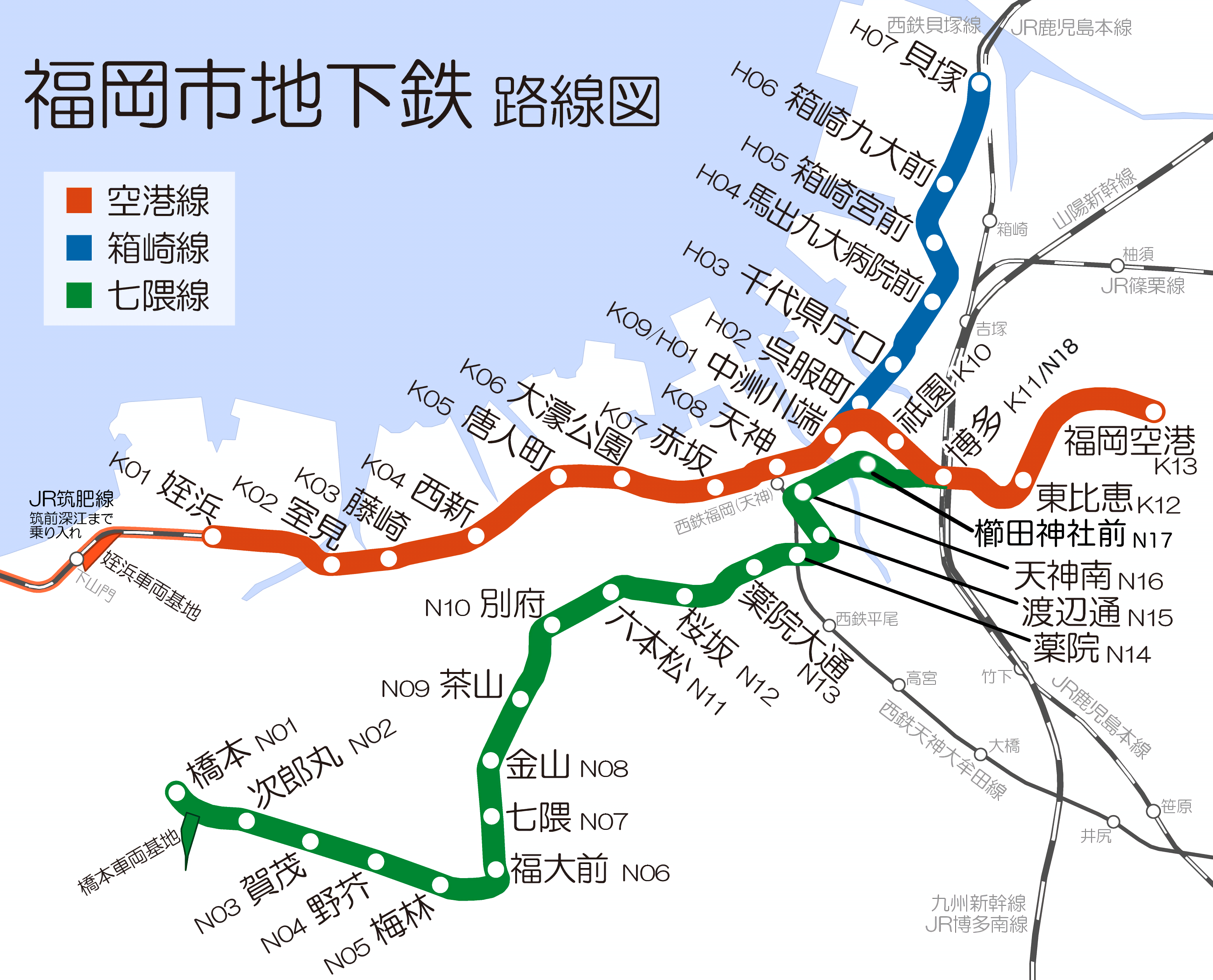
路線図

以下の3路線で構成されている。空港線と箱崎線は狭軌、七隈線は標準軌の鉄輪式リニアである。電化方式は全路線で直流1,500 Vとなっている。
| 色       | 色 | 記号 | 路線番号 | 路線名 | 区間〔( )内は駅番号〕           | キロ程  |
| -------- | -- | ---- | -------- | ------ | ------------------------------- | ------- |
| オレンジ |    | K    | 1号線    | 空港線 | 姪浜駅 (K01) - 福岡空港駅 (K13) | 13.1 km |
| 青       |    | H    | 2号線    | 箱崎線 | 中洲川端駅 (H01) - 貝塚駅 (H07) | 4.7 km  |
| 緑       |    | N    | 3号線    | 七隈線 | 橋本駅 (N01) - 博多駅 (N18)     | 13.6 km |

全線が福岡市内に所在しており、空港線は博多区・中央区・早良区・西区を、箱崎線は博多区・東区を、七隈線は博多区・中央区・城南区・早良区・西区を通る。
博多区には全ての路線が通る一方、南区はいずれの路線も通っていない。

### 相互直通運転区間

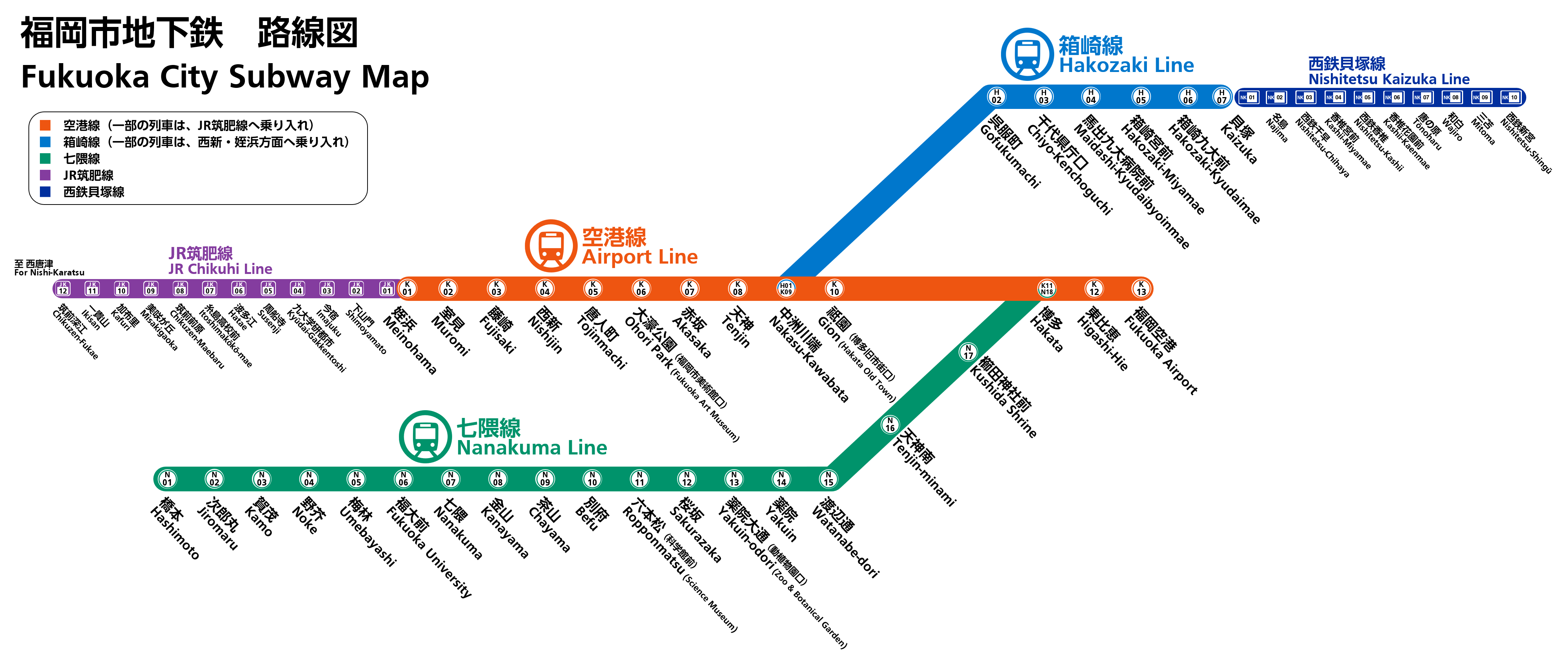
筑肥線直通区間・西鉄貝塚線を含めた路線図

空港線ではJR九州筑肥線との相互直通運転が行われている。福岡市交通局の車両は筑肥線の姪浜駅 - 筑前前原駅間に乗り入れる。過去には一部が同線の筑前深江駅まで乗り入れていたが、2021年9月現在、福岡市交通局の車両で筑前深江駅まで乗り入れる列車はない。JR九州の車両は唐津線西唐津駅から筑肥線を経て空港線全線に乗り入れる。福岡市交通局・JR九州の車両ともに、地下鉄線内はすべてATOによるワンマン運転を行い、筑肥線の姪浜駅 - 筑前前原駅間ではワンマン運転（ATOは不使用）、筑前前原駅 - 唐津駅・西唐津駅間ではJRの車掌が乗務しツーマン運転を行っていたが、2024年10月より筑前前原駅 - 唐津駅・西唐津駅間にて6両編成の列車でもワンマン運転を開始した。
箱崎線および七隈線では他社との相互直通運転はない。幾度か箱崎線と接続する西鉄貝塚線との相互直通運転が検討されたが、費用対効果の面から事実上凍結されている。

### 延伸構想
七隈線では、全体計画として天神南駅から中洲川端駅を経て築港方面を結ぶ計画と、渡辺通1丁目付近（薬院駅東方）で分岐して住吉通り経由で博多駅に乗り入れる計画があった。その後、天神南駅からキャナルシティ博多付近を経由して博多駅に乗り入れる計画も検討された。このうち3番目の計画が採用され、天神南駅から博多駅までの区間の鉄道事業許可を取得、工事が着手された。当初は2020年度に開通する予定であったが、2016年11月8日に本工事に伴う博多駅前2丁目交差点付近での大規模な道路陥没事故が発生し（「博多駅前道路陥没事故」も参照）工事が一時期中断した影響で2022年度に延期され、2023年3月27日に延伸開業した。なお正式に採択されていないが、さらに福岡空港国際線ターミナルへ延伸する構想もある。
空港線でも、福岡空港駅から東平尾公園方面への延伸構想がある。また、福岡空港駅から長者原駅への延伸を目指し、地域住民や飯塚市・篠栗町による活動もあり、福岡県が2021年に検討を始めることになった。
ほかにアイランドシティへの鉄道路線整備構想があるが、事実上凍結されている。

### シンボルマーク・駅ナンバリング
福岡市地下鉄各線の駅には、駅名や駅周辺の観光地、名物、自然にちなんだシンボルマークが制定されている。例えば天神駅のシンボルマークは、地名の由来となった「天神様」にちなみ、菅原道真が愛した梅の花をモチーフにし、天神南駅では通りゃんせをする子供を描いている。
空港線・箱崎線の各駅のシンボルマークは福岡市出身のグラフィックデザイナー、西島伊三雄がデザインしたものである。七隈線各駅のシンボルマークについては伊三雄が2001年に死去したため、それ以前に描かれていた原案を元に、息子で同じくグラフィックデザイナーの西島雅幸が完成させた。
また、2011年3月までに駅ナンバリングの導入が完了し、従来のシンボルマークと併用されている。

### 安全対策
乗客がプラットホームから線路へ転落する、あるいは飛び降りるのを防ぐため、ホームドアを地下鉄全駅に設置している（三菱電機製。空港線は2004年、箱崎線は2005年末に全駅設置完了、七隈線は2005年の開業時から全駅設置）。ホームドアは、ATOを搭載している福岡市交通局の車両とJR九州の303系・305系の場合は車両扉と連動して開閉する。

### 管区駅
以下の管区駅が置かれ、各管区駅が複数の駅を管理している。
- 天神管区駅 - 姪浜駅から天神駅
- 博多管区駅 - 祇園駅から福岡空港駅
- 貝塚管区駅 - 中洲川端駅から貝塚駅
- 天神南管区駅 - 櫛田神社前駅から別府駅
- 橋本管区駅 - 茶山駅から橋本駅

2020年（令和2年）4月1日付で姪浜管区駅（廃止直前は姪浜駅から藤崎駅を管理）が廃止され、天神管区駅に統合された。

## 車両
空港線・箱崎線
空港線・箱崎線用の車両はJR筑肥線直通にも用いられる。

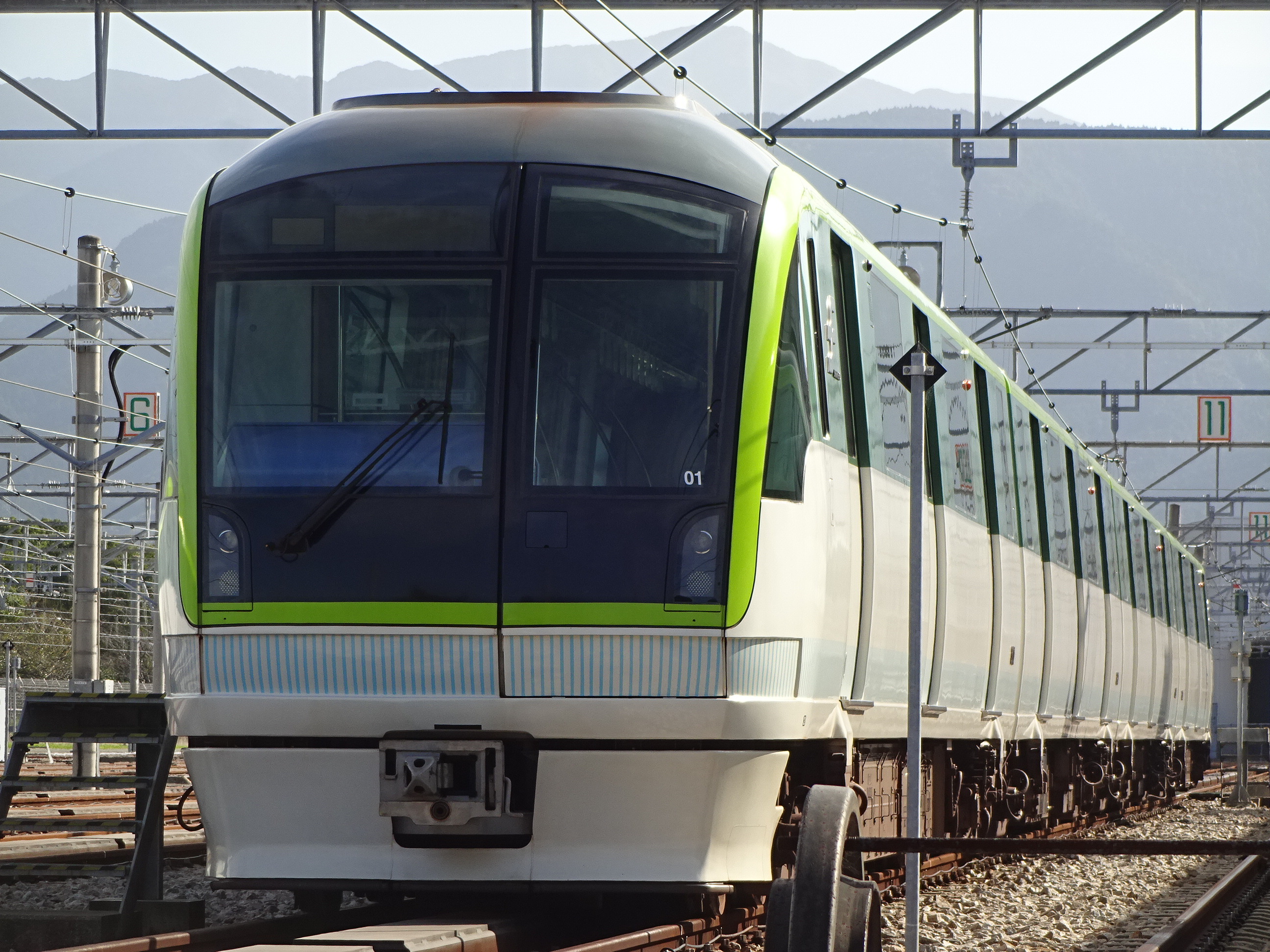
1000N系 - 1000系の大規模改修車。
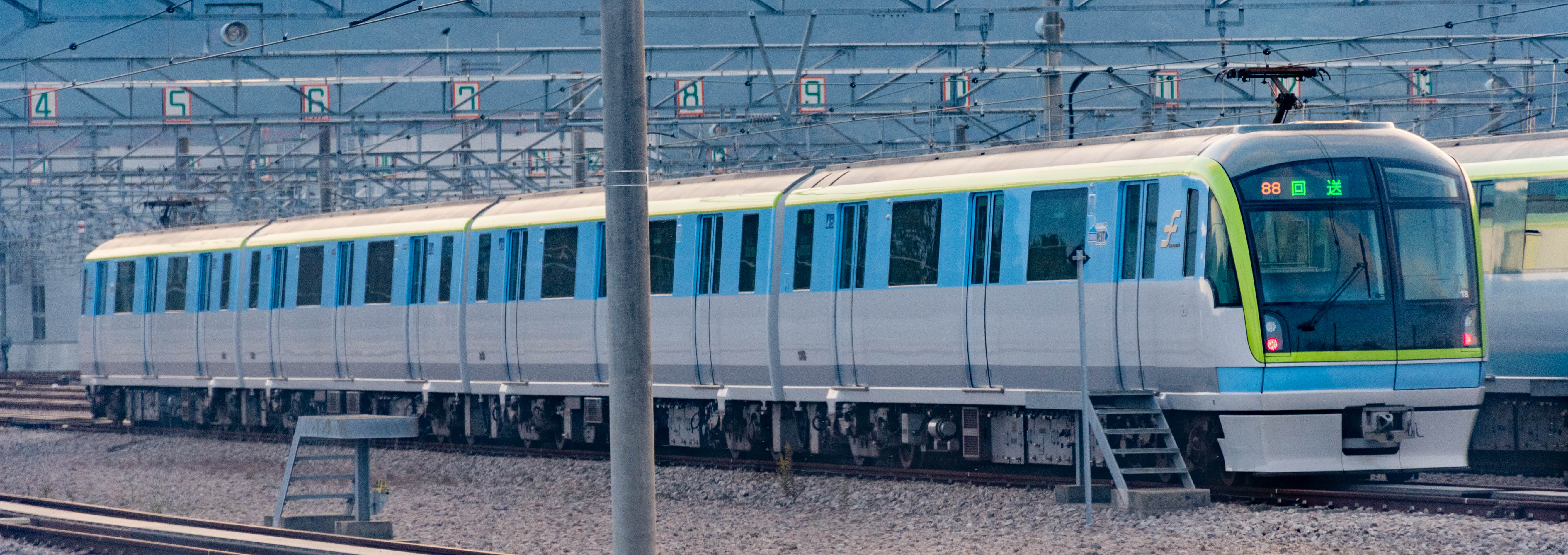
2000N系 - 2000系の大規模改修車。
- 4000系 - 1000N系の置き換えを目的に導入。

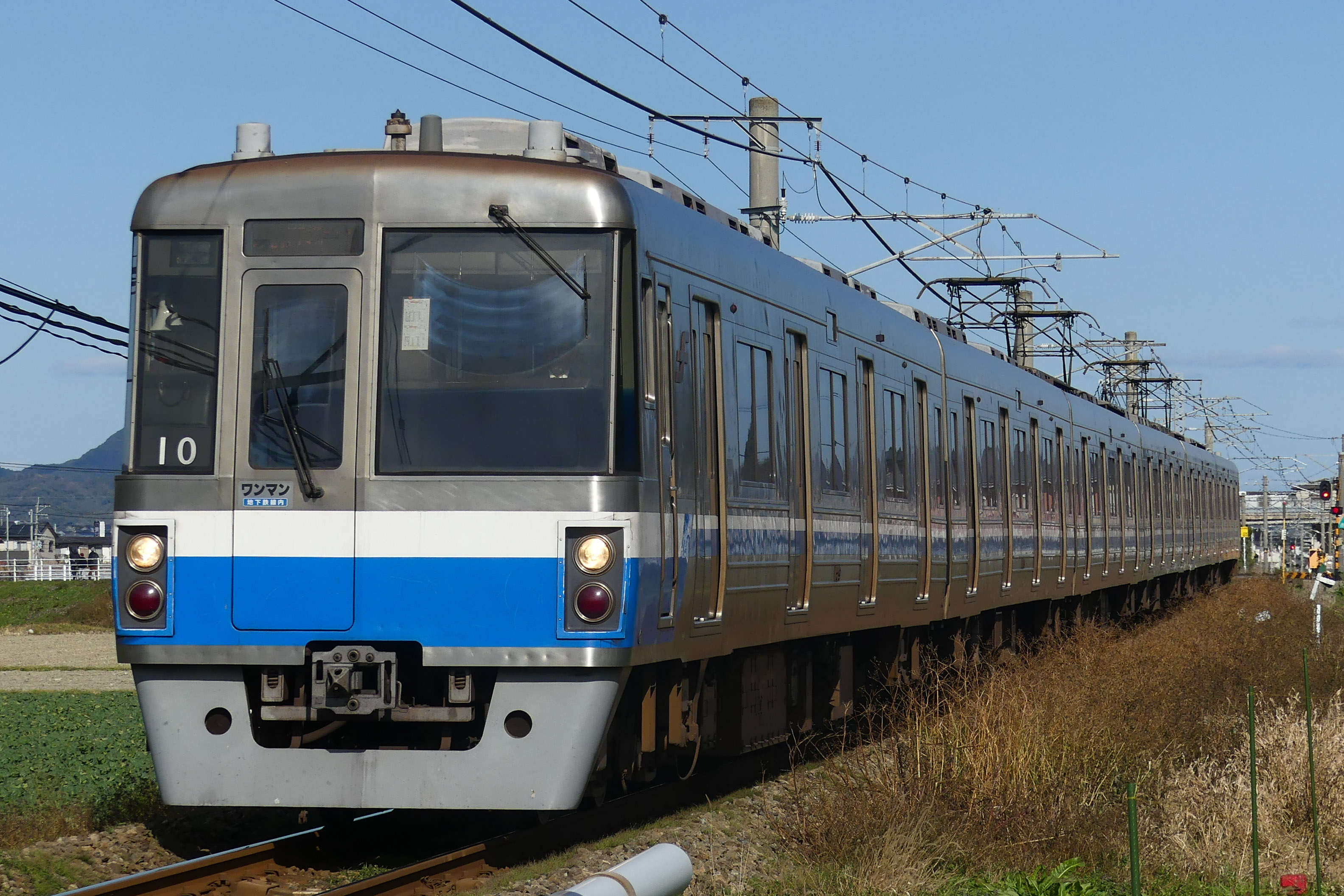
1000N系
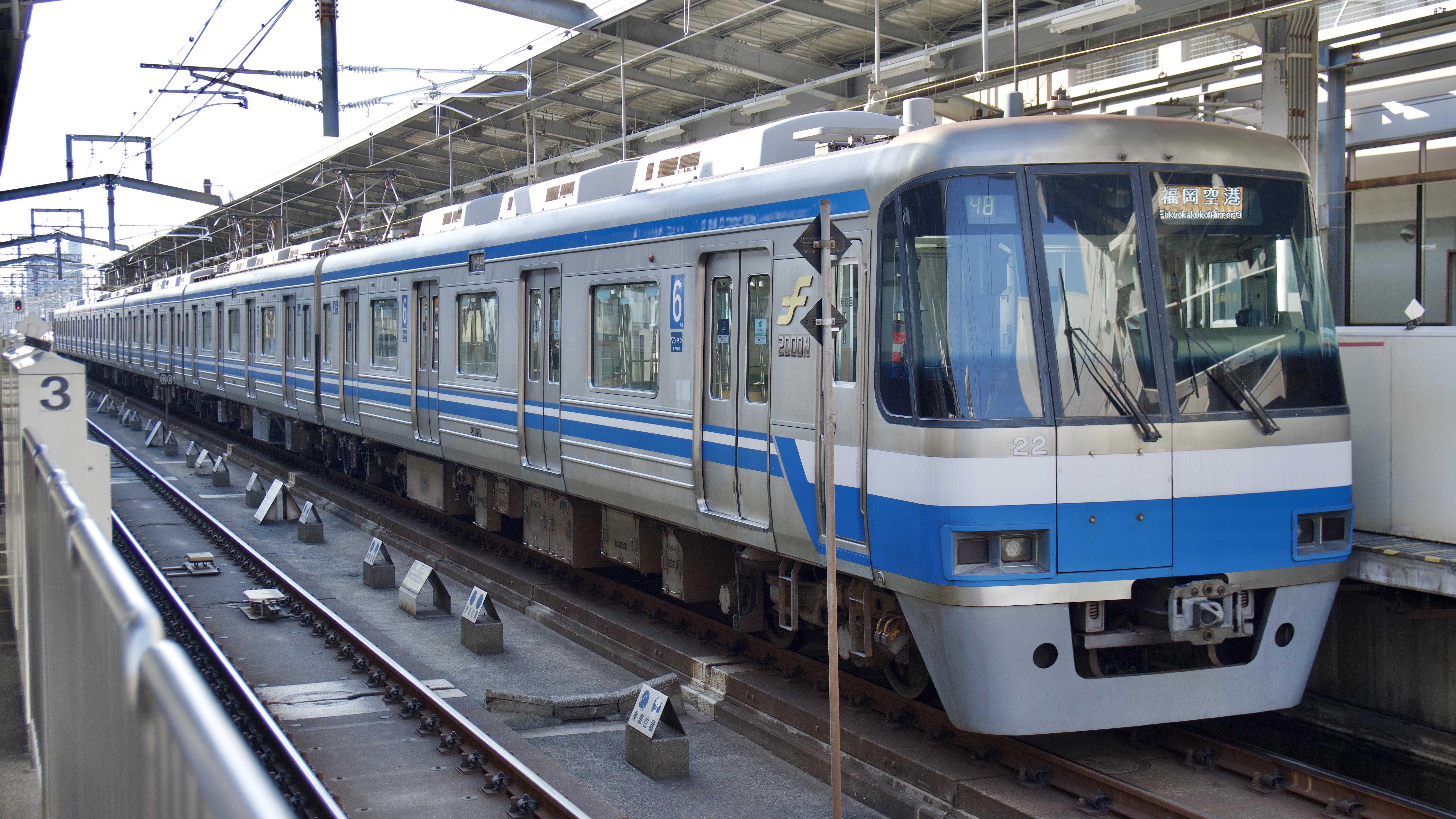
2000N系
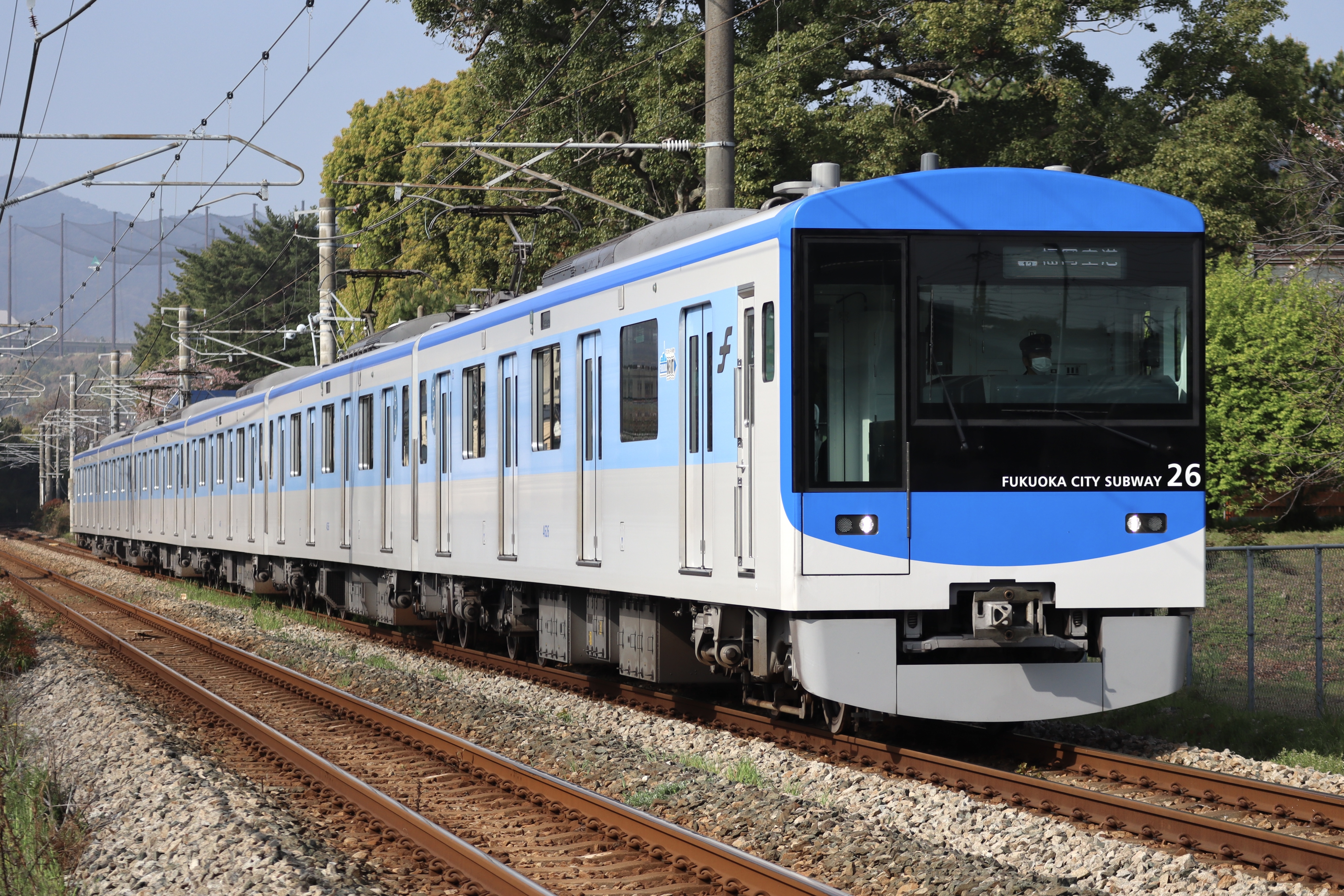
4000系

七隈線
- 3000系・3000A系

- 3000系
- 3000A系

## 変電所
福岡市地下鉄の変電所については次の通り。

### 空港線・箱崎線
- 姪浜変電所（西区愛宕一丁目25）
- 今川橋変電所（福岡市中央区地行二丁目3）
- 中洲変電所
- 榎田変電所
- 箱崎変電所

変電所（空港線・箱崎線）
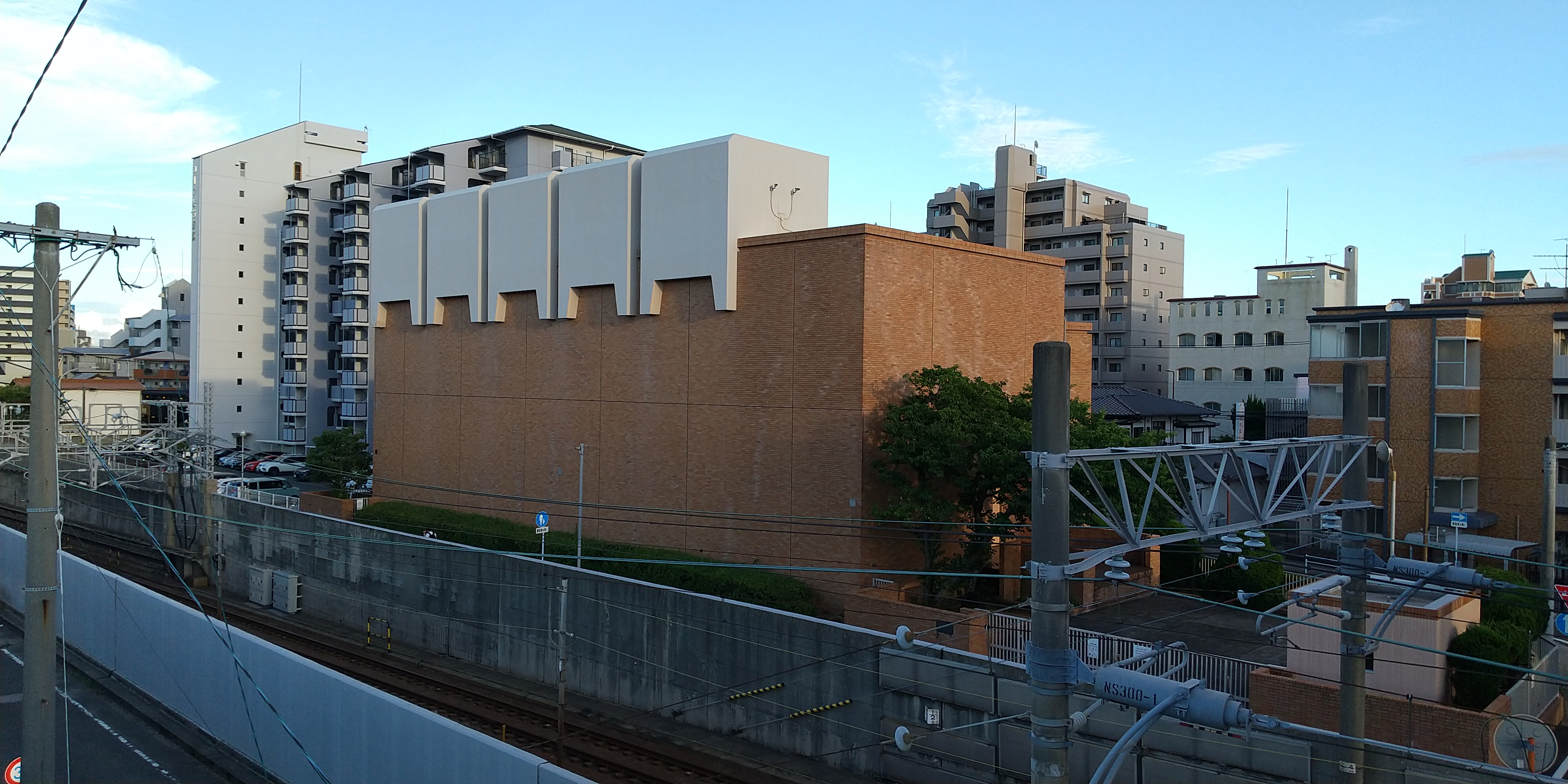
姪浜変電所
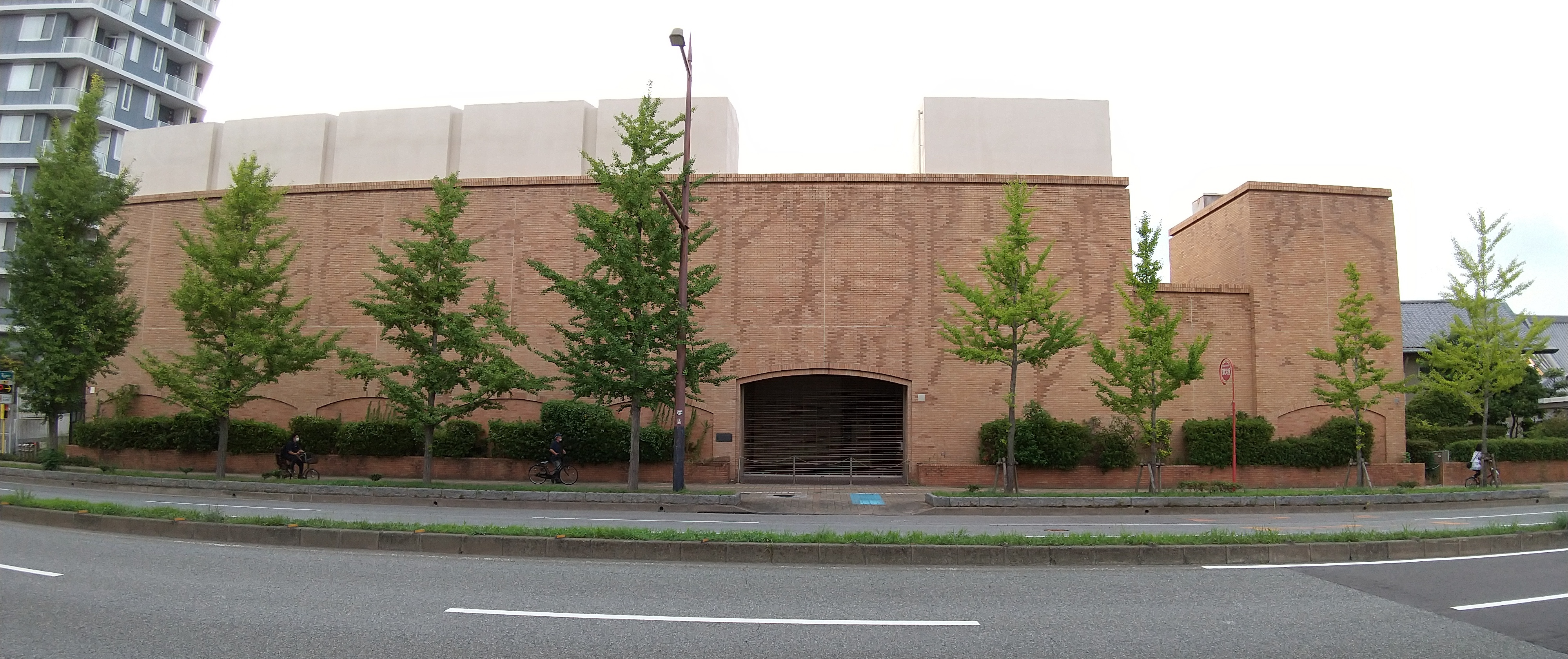
今川橋変電所

### 七隈線
- 賀茂変電所
- 茶山変電所
- 薬院変電所

## 料金
福岡市交通局では運賃を「料金」と呼んでいる。
大人普通旅客運賃（小児は半額・10円未満切り上げ）。2019年10月1日改定。
| 区間 | キロ程（km） | 運賃（円） |
| ---- | ------------ | ---------- |
| 1区  | 1 - 3        | 210        |
| 2区  | 4 - 7        | 260        |
| 3区  | 8 - 11       | 300        |
| 4区  | 12 - 15      | 340        |
| 5区  | 16 - 19      | 360        |
| 6区  | 20 -         | 380        |

- 福岡市在住の福祉乗車証所持者は無料。身体障害者手帳・療育手帳・精神障害者保健福祉手帳所持者[36]、介護者（条件あり）は半額[37]。
- JR九州・福岡市地下鉄共通プリペイドカード「ワイワイカード」（2011年発売・利用終了）利用時は、地下鉄線内の運賃が20円引きされていた。
- 2023年3月27日の七隈線の博多駅への延伸に伴う料金区間の変更はなし。ただし空港線天神駅と七隈線天神南駅を120分以内に乗り継ぐ場合は乗車距離を通算して求めた料金で乗車できる改札外乗継制度が前日3月26日をもって廃止され、3月27日からは空港線と七隈線の乗換駅が博多駅に変更されたため、一部の駅間で乗車料金が増減した。乗車料金が増加した区間については2024年3月31日まで経過措置としてICカード「はやかけん」で博多経由で乗車した場合、普通料金について増加する料金負担の1/2の「はやかけんポイント」を付与するなどの負担緩和策がとられる[38][39]。

### 連絡運輸
福岡市高速鉄道連絡運輸規程に基づき、九州旅客鉄道（JR九州）及び西日本鉄道（西鉄）の間で以下の連絡運輸（相互連絡運輸）が設定されている。
- 姪浜駅経由で福岡市地下鉄全駅とJR筑肥線（下山門駅 - 唐津駅間）・唐津線（唐津駅 - 西唐津駅間）各駅の間を乗降する場合（往復乗車券を除く）
  - 空港線室見駅 - 赤坂駅間各駅とJR筑肥線周船寺駅 - 下山門駅間各駅の間を乗車する場合、運賃が地下鉄・JR合算額の20円引きになる。
- 博多駅経由で福岡市地下鉄全駅とJR鹿児島本線（門司港駅 - 大牟田駅間）・香椎線（全線）・篠栗線（全線）・筑豊本線（全線）・長崎本線（鳥栖駅 - 佐賀駅間）各駅の間を乗降する場合（定期券に限る）
  - 長崎本線各駅発着の連絡定期券はJR九州でのみ発売する。
- 天神駅・天神南駅経由または薬院駅経由で福岡市地下鉄全駅と西鉄天神大牟田線各駅の間を乗降する場合（定期券に限る）。
  - 天神駅・天神南駅経由の定期券は西鉄福岡（天神）駅連絡。
  - 西鉄側の発着駅には太宰府線・甘木線各駅を含む[41]。
  - 薬院駅を接続駅とした定期券で天神乗り換えは不可。天神を接続駅とした定期券での薬院乗り換えは、天神南駅 - 薬院駅間と西鉄福岡（天神）駅 - 薬院駅間の両方を経路に含んだ定期券（すなわち薬院大通以西 - 西鉄平尾以南の天神乗り換え定期）以外は不可。
- 貝塚駅経由で福岡市地下鉄全駅と西鉄貝塚線各駅の間を乗降する場合（片道普通券・定期券・乗継乗車券に限る。ICカードも対象）
  - 西鉄貝塚線各駅（西鉄新宮駅を除く）との連絡運輸は運賃が地下鉄・西鉄合算額の20円引き（貝塚駅から地下鉄線2区以内と西鉄貝塚線名島駅 - 唐の原駅各駅の間を乗車する場合は60円引き）になる。

また、JR各社とは片道・往復・連続乗車券、JR線の乗車区間が100km以内の定期券・団体券において、以下の通過連絡運輸が設定されている。西鉄との通過連絡運輸（天神大牟田線 - 地下鉄 - 貝塚線など）は設定されていない。
- 空港線姪浜駅 - 博多駅間を介してJR筑肥線（全線）・唐津線（小城駅 - 西唐津駅間）各駅とJR九州・JR西日本・JR四国・JR東海各駅の間を乗車する場合（下記例外を除き福岡市交通局では発売しない）
  - 空港線姪浜駅 - 博多駅間を介してJR筑肥線（下山門駅 - 唐津駅間）・唐津線（唐津駅 - 西唐津駅間）各駅とJR鹿児島本線（門司港駅 - 大牟田駅間）・香椎線（全線）・篠栗線（全線）・筑豊本線（全線）各駅の間を乗車する場合の、JR線の乗車区間が100km以内の定期券に限り、福岡市交通局でも発売する。
  - JR東日本およびJR北海道との連絡運輸規程は廃止された。
  - ICカードのエリア内となる乗車（具体的には「西唐津 - 下山門間」-（姪浜・博多経由）- 「筑肥線・唐津線・博多駅以外のSUGOCAの福岡・佐賀・大分・熊本エリア内各駅」の乗車）の場合、SUGOCAやはやかけんなどICカードで乗車した場合にも通過連絡運輸として運賃が計算される[42]（博多駅の地下鉄改札で一度精算し、乗り継ぎ後の下車駅で残りの分を再び精算する。当日中であれば博多駅で打ち切られない）。
  - JR部分の営業キロが通算して100kmを超えている場合、途中下車が可能になる（ICカードは対象外。地下鉄線内で途中下車することはできない）。
  - 博多駅から直接福岡市地下鉄に乗りJR筑肥線方面へ向かう場合、JR博多駅のみどりの窓口でも購入可能。

### 企画乗車券
一日乗車券
福岡市地下鉄全線で利用できる一日乗車券は640円（小児320円）で発売している。この乗車券を提示することで市内の施設の一部が割引になるサービスも行っている。一日乗車券には、博多どんたくなどのお祭りや特定イベント、特定日（正月など）の時に限定で、通常より100円安い520円で発売される時もある（発売予定に関しては、福岡市交通局の公式ホームページで確認できる）。2017年現在、1区料金では4回以上、2 - 3区料金では3回以上、4区以上の料金では2回以上利用する場合、一日乗車券の方が安くなる（小児除く）。
ファミちかきっぷ
一家族が同一行程で地下鉄全線を一家族1000円（大人2人まで、小児・幼児は人数制限無し。2親等内の親族に限る）で利用可能な一日乗車券。「ファミちかきっぷ」とは別に駅窓口等で配布するファミリーカードに利用者の氏名を記入して入場時に提示して利用する。また、「ファミちかきっぷ」利用者を対象に橋本駅および姪浜駅の対象駐車場限定で、当日の駐車料金の100円割引券を受け取れる「パーク&ライド家族割」も実施している。2021年4月26日からインターネット販売も開始した。
ファミリーペア券
2018年7月26日に発売を開始した大人用と小児用の一日乗車券のセットで、大人1名と小児1名が利用できる。800円。2021年4月26日からインターネット販売も開始した。
天神・博多間1日フリーきっぷ
非接触決済に対応したクレジットカード（Visaのタッチ決済に対応するカード）を専用の改札機でタッチして利用できる全国初となる一日乗車券。空港線博多駅 - 天神駅間が1日乗降自由。また、ジョルダンの乗換案内アプリにてスマートフォンで利用するデジタルチケットとしても発売。発売期間は2021年4月16日から8月15日まで。
ちかパス
地下鉄全線乗り放題の定期券（運賃制度上は企画乗車券）。1か月券は12,570円。3か月券（35,830円）、6か月券（67,880円）もある。4区以上の場合はちかパスの方が安くなる。
ちかパス65
「ちかパス」の65歳以上利用者に対する割引制度。通勤用や小児用よりも安くなる。1か月券は6000円。3か月券、6か月券もある。また運転免許自主返納者に「運転免許返納割」として3000ポイントを最大2回付与するサービスを2017年5月3日に開始した。
乗っチャリパス
福岡市営駐輪場定期をセットにした定期券。通常の駐輪場定期料金よりも最大5,400円安くなる。地下鉄沿線のみならず、JR九州および西鉄沿線の定期券連絡運輸区間の福岡市営駐輪場の利用もできる。全線定期券「ちかパス」にも設定があるが、小児用（小学生用）定期券や高齢者定期券「ちかパス65」には設定がない。
アビスパ応援きっぷ
福岡市がJリーグ・アビスパ福岡の主要株主ということもあり、ベスト電器スタジアムで行なわれるアビスパ福岡のホームゲームのいずれかで利用できるフリースタイルチケット（各座席エリアの前売り券の価格）と地下鉄の一日乗車券がセットになった乗車券を地下鉄各駅で販売している。
伊都・キャンパス回数券
伊都・シーサイド回数券（2023年3月31日をもって販売終了）
それぞれ地下鉄各駅から筑肥線九大学研都市駅経由で昭和バス・「九大前」（伊都・キャンパス回数券）または「西の浦」/「畑中」/「大原橋」（伊都・シーサイド回数券）との間で乗車できる回数券。それぞれ、10枚綴り回数券となっており詳細はWEB参照のこと（小児設定なし）

### 乗車カード対応（ICカード）
2009年3月7日よりICカード乗車券「はやかけん」を導入している。
九州旅客鉄道（JR九州）のICカード「SUGOCA」のほか、西日本鉄道のICカード「nimoca」および、東日本旅客鉄道（JR東日本）のICカード「Suica」とも互換性を持たせる方向で、2008年2月「九州IC乗車券・電子マネー相互利用に関する協議会」を発足させ、2010年3月13日に相互利用を開始した。
2013年3月23日には交通系ICカード全国相互利用サービスが開始、北海道旅客鉄道（JR北海道）のKitaca、首都圏私鉄などのPASMO、中京圏私鉄などのmanaca、東海旅客鉄道（JR東海）のTOICA、西日本旅客鉄道（JR西日本）のICOCA、関西私鉄などのPiTaPaとの相互利用が開始された。
他には全日空 (ANA) と提携し、2009年12月16日より「ANAはやかけん」を発行している。
2023年8月1日現在、福岡市地下鉄全線全駅と、JR九州鹿児島本線・香椎線の一部区間、西鉄天神大牟田線・太宰府線の一部区間で、クレジットカード等の非接触型決済による改札乗車の実証実験が行われている。なお、事業者ごとに対応するカードブランドが異なる。また、おサイフケータイ対応スマートフォンにiDまたはQUICPayで登録されたカード等は、この実験用端末では利用できない。

### 過去に発行されていた乗車券類
おとなりきっぷ
2006年4月1日からは乗車する駅からその隣の駅までの1駅間の運賃を100円とし、「おとなりきっぷ」の名称で隣の駅まで専用の乗車券を発売していたほか、2009年に導入したICカード「はやかけん」（相互利用可能な他社のICカード含む）を利用した場合でも運賃100円となっていた。2013年まで利用できた「えふカード」や、2011年まで利用できた「よかネットカード」も100円、2011年まで利用できた「ワイワイカード」の場合は一律正規運賃より20円引きされ80円となっていた。ただし、定期券や他社線との連絡乗車券の場合は地下鉄線内の乗車区間が1駅間であっても割引対象外だった。この「おとなりきっぷ」を使うと、2駅間を通しで乗るよりも安く乗れる区間があった。なお、乗り越し精算では適用されなかった。
例：博多 - 東比恵 - 福岡空港（通して乗ると260円、分けて買うと100円+100円で200円となった。さらにワイワイカード利用の場合は80円+80円で160円となった）
2016年9月30日をもっておとなりきっぷは廃止となり、以後は通常の初乗り運賃が必要となる。代替として、「はやかけん」で一駅区間利用時に、はやかけんに100ポイントを付与する「はやかけん ひと駅ポイント」へ移行した。
一日乗車券
2016年9月25日まで、土日祝日限定の「エコちかきっぷ」が520円で発売されていた。また、2016年夏まで学校の長期休暇期間には小児専用の「ちかまるきっぷ」が100円で発売されていた。「ちかまるきっぷ」にはマクドナルドのオレンジジュース無料引換券が付いていた。
2016年10月1日からは土日祝日も通常の一日乗車券での利用となった。
2012年3月25日までは、金曜日のみ利用可能な「ノーマイカーデー1日乗車券」も発売していたが、同年4月から福岡市が「ノーマイカーウィークデー」を実施することに伴い発売を終了した。かつて「エコちかきっぷ」は第2土日曜日のみの発売、「ノーマイカーデー1日乗車券」は金曜日の5日前から発売だったが、「エコちかきっぷ」は2009年3月14日から利用日が拡大、「ノーマイカーデー1日乗車券」は同年3月20日から事前発売が廃止され、両乗車券とも自動券売機での販売のみとなり、販売枚数制限が撤廃されていた。
磁気式ストアードフェアカード各種
地下鉄線内のみ利用可能でプレミアムのある「えふカード」、地下鉄と西鉄電車（宮地岳線・無人駅を除く）で共通利用可能でプレミアムがえふカードより少ない「よかネットカード」、地下鉄とJR九州で共通利用可能でプレミアムがなく地下鉄乗車時に運賃が20円割引となる「ワイワイカード」があったが、いずれもICカードへの転換に伴い2010年から2012年にかけて相次いで廃止された。

## みまもりタッチ

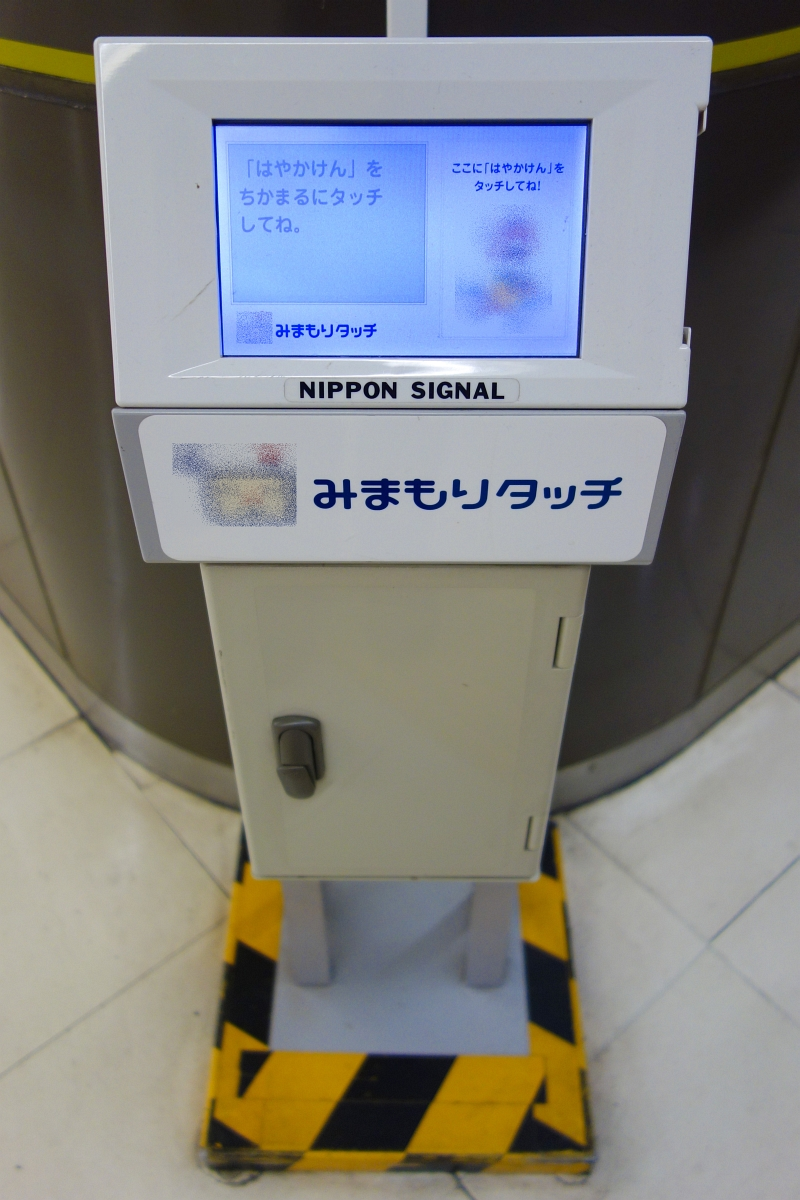
みまもりタッチ

みまもりタッチは、福岡市交通局が2010年7月27日から2021年6月30日まで提供していた、ICカード乗車券「はやかけん」を利用して、通学児童の所在確認を提供するサービス。FeliCaポケットの領域を利用し、端末とシステムは日本信号社製。類似のサービスにあんしんグーパスがあるが、システムが異なる。
事前に登録が必要。各駅のICカード対応改札機および公共施設77ヶ所（2010年10月時点）に設置された読み取り機に、児童がICカード乗車券をかざすと、親権者にメールで連絡が行く。当初は無料で利用できた。